# Schwemme (Gaststätte)

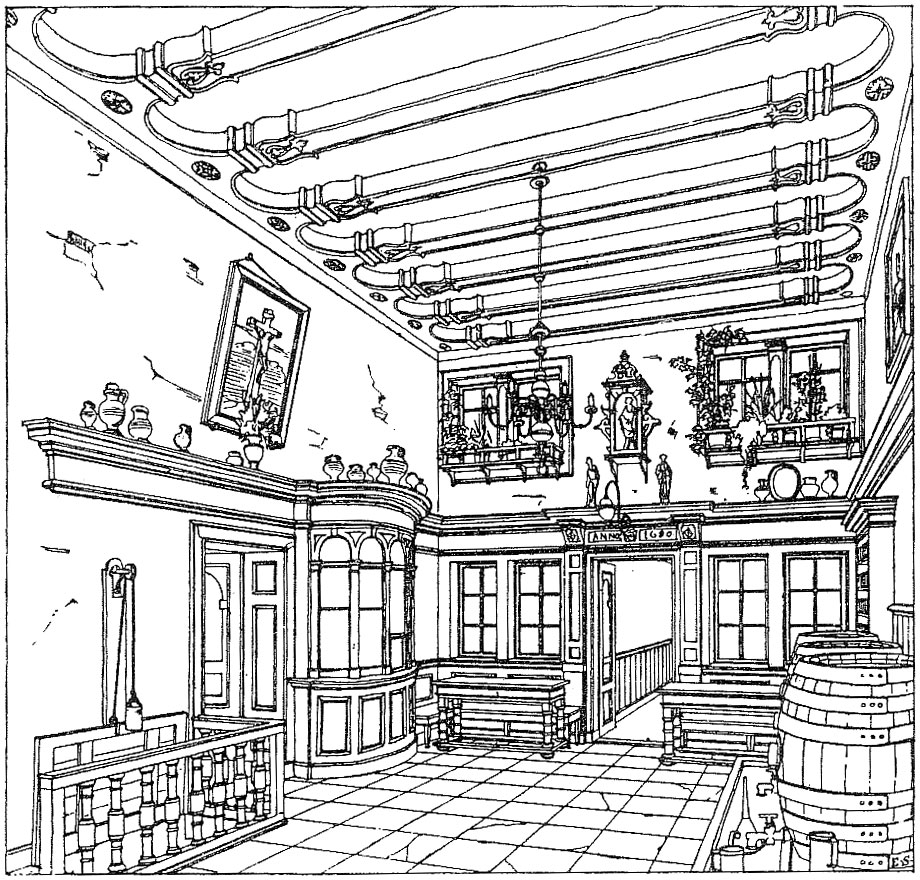
Ansicht der Schwemme einer kölnischen Bierwirtschaft aus dem 17. Jahrhundert. Links Thekenschaaf und Durchgang zur Gaststube, geradeaus zur Brauerei und in den Keller, rechts die Fassbank

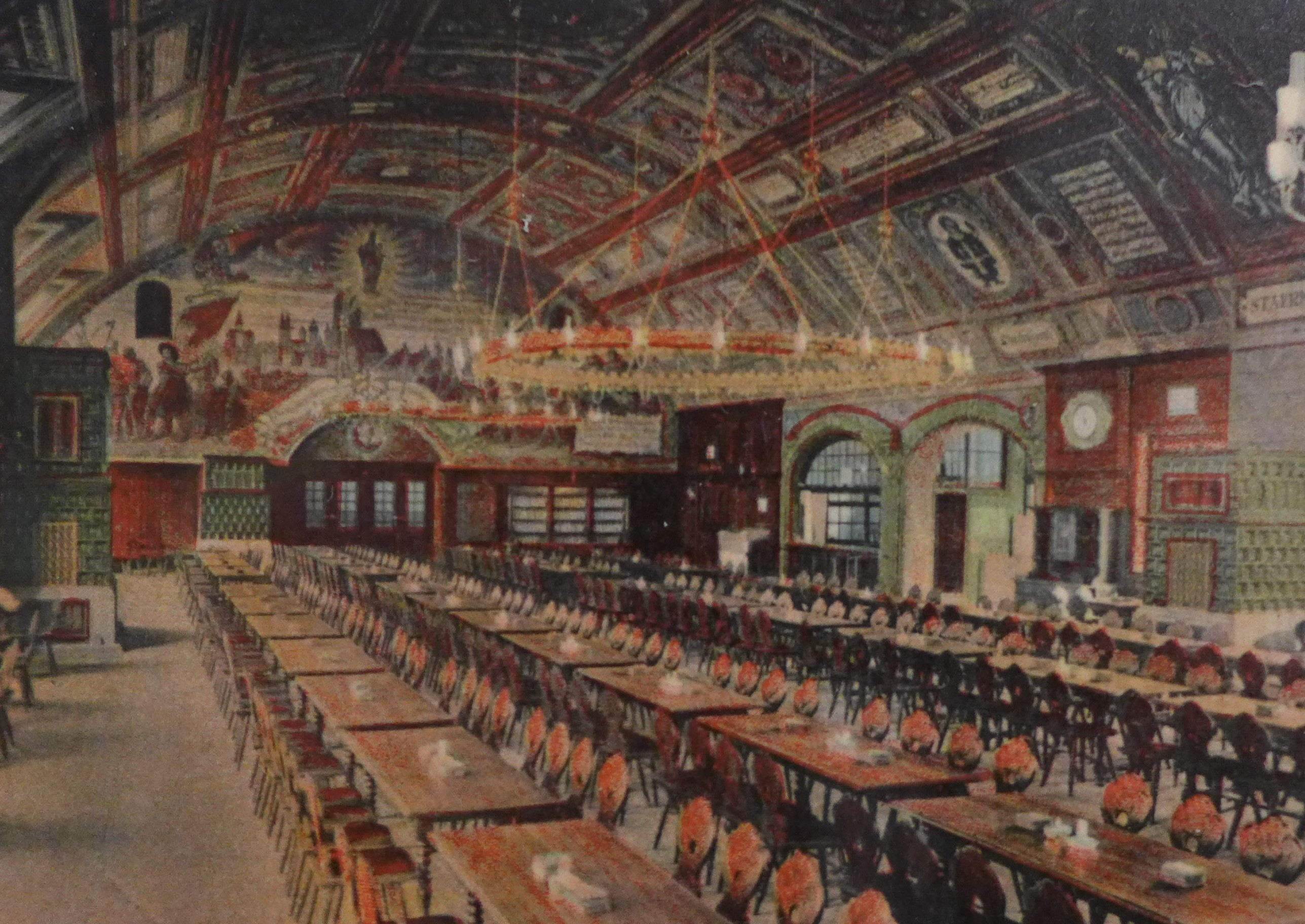
Historische Schwemme Hofbräuhaus am Platzl in München

Die heutige Schwemme im Hofbräuhaus am Platzl

Als Schwemme, in Österreich und Bayern Schwemm, wird im deutschsprachigen Raum regional abhängig in der Biergastronomie einerseits der Bereich in einer Schankwirtschaft bezeichnet, in dem besonders große Mengen Bier ausgeschenkt werden, andererseits der Bereich, in dem Gäste bewirtet wurden, denen das Betreten der Gaststube nicht gestattet war.

## Bedeutung in verschiedenen deutschsprachigen Regionen

### Bedeutung im Rheinland
Im Rheinland wurde mit Schwemme ursprünglich ein Ausschankbereich außerhalb der Gaststube bezeichnet, in dem Gäste bewirtet wurden, denen das Betreten der Gaststube nicht gestattet war. In der Reichsstadt Köln durften etwa der Henker und seine Knechte, die Abdecker, die Diener des Gewaltgerichts sowie die Stadtsoldaten ein Gasthaus nicht betreten, sondern nur dessen Hausflur. 
In der Franzosenzeit beendete man diese „Klassengesellschaft“. Trotzdem war auch danach noch eine standesspezifisch unterschiedliche Nutzung von Schwemme und Gaststube verbreitet, die für „gewisse Klassen“ nach wie vor das Bier im Hausflur vorsah.
In der heutigen Zeit bezeichnet Schwemme den Bereich vor der Theke eines Brauhauses, wo der „Zappes“ den „Kranz“ mit Kölsch-Stangen oder das Tablett mit Altbier-Gläsern zapft, den der Köbes von dort an die Gäste verteilt. Meist ist dort ein Gastraum mit Stehtischen oder kleinen Tischen angeordnet für Kundschaft, die zwar Getränke, aber keine Speisen verzehren möchte. In einigen Schankwirtschaften ist der Verzehr des Bieres in der Schwemme preisgünstiger als in der Gaststube.

### Bedeutung in Bayern
In Bayern bezeichnete Schwemm ursprünglich den Bereich, in dem das Gesinde bewirtet wurde. Der höhere Stand nutzte die Gaststube.
Heutzutage bezeichnet Schwemme oder Schwemm vorrangig in Brauereigaststätten und Bierpalästen, den Bereich, in dem besonders große Mengen Bier ausgeschenkt und getrunken werden. Meist handelt es sich bei diesem Bereich um die größten Säle der jeweiligen Wirtschaft oder Kellergewölbe („Bierkeller“) mit relativ einfacher Inneneinrichtung, in denen viele Reihen von Tischen und Bänken stehen.

### Bedeutung in Österreich
In Wien bezeichnete Schwemm dasjenige Zimmer eines Gasthauses, wo die Leute der niederen Klassen Platz nehmen oder ein Restaurant zweiten Ranges, das sich in jedem Hotel befand und in welchem die Domestiken der Reisenden beköstigt wurden.

## Wortherkunft und Sinnübertragungen
Das Deutsche Wörterbuch der Brüder Grimm gibt für den Begriff Schwemme unter anderem folgende Bedeutungen an:
- „meist der ort, wo thiere geschwemmt werden […] schwemme, ein wassergrub, oder ein wasser, darinn man etwas schwemmet […]“[5] Seichte Stellen in Gewässern, in denen verschmutzte Pferde oder Vieh gewaschen wurden und sich erfrischen konnten.
- „ähnlich auch ein badeplatz für menschen […] ort voll warms oder kalts wassers darinnen man badet oder schwümbt“[5].

Im übertragenen Sinn:
- „den mund, die zunge in die schwemme reiten als umschreibung für 'trinken': labronium ... kanne mit einem weiten hals, wochenkanne, da einer die zunge in die schwemme reiten und einen pommerischen zug thun kan. Corvinus fons latinitatis 342“[5]

In Gastronomiekreisen wird Schwemme meist im Sinne von „Hochbetrieb“ und „Massenandrang“, also einer „Schwemme“ von Gästen, verwendet. Der Begriff wird auch abwertend für eine Schankwirtschaft mit einfacherem Standard verwendet, in der man eher ärmere soziale Schichten findet, und im Gegensatz zu kleineren und privater eingerichteten „Stuben“. Eine andere, von Bierbrauern stammende Deutung besagt, Schwemme sei der Bereich, in dem in Brauereigaststätten früher die Bierfässer aufgestellt waren. Beim Zapfen habe es dort, je nach Geschicklichkeit des Zapfers, ab und zu eine „Überschwemmung“ gegeben.

## Bekannte Schwemmen
- Brauerei Gleumes in Krefeld
- Brauerei im Füchschen in Düsseldorf
- Brauerei Päffgen in Köln
- Brauhaus Sion in Köln
- Brauerei zum Schlüssel in Düsseldorf
- Haus Töller in Köln
- Schwemme im Hofbräuhaus am Platzl in München. Große Bierhalle im Parterre unter einem Gewölbe und mit Platz für rund 1000 Gäste
- Schwemme in der Gaststätte Am Hof des Cölner Hofbräu Früh
- Schwemme in Weisses Bräuhaus in München